# Altamont Commuter Express
L’Altamont Commuter Express (ACE) est un train régional californien connectant Stockton à San José (Californie). Inauguré en octobre 1998, cette ligne dispose de 3 services journaliers.
Long de 138 km, elle dessert 10 gares pour un trajet d’une durée moyenne de 2 h 10. La voie ferrée appartient à l’Union Pacific. Les voitures sont des Bombardiers à deux étages, et les locomotives des MPI F40PH-3C.
3 700 voyageurs utilisent ce système chaque jour, et face à ce succès, il est possible que la ligne s’étende par deux nouvelles lignes : Modesto-Sacramento et Stockton-Pittsburg.

## Gares desservies
- Robert J. Cabral Station, Stockton
- Lathrop/Manteca
- Tracy
- Vasco Road (East Livermore)
- Livermore
- Pleasanton
- Fremont-Centerville
- Great America (Santa Clara North)
- Diridon Station, San Jose

## Connexions
- Amtrak (Capitol Corridor, Coast Starlight, et San Joaquins)
- Santa Clara Valley Transportation Authority
- AC Transit
- WHEELS (Livermore-Amador Valley Transit Authority)
- County Connection
- Modesto Area Express
- San Joaquin Regional Transit District
- Caltrain
- Monterey-Salinas Transit

## Connexion ferrée/route
- San Jose - Caltrain, Capitol Corridor, Coast Starlight, VTA Light Rail
- Santa Clara - Caltrain, VTA San Jose Airport Shuttle
- Great America-Santa Clara Station- Capitol Corridor, VTA Light Rail
- Fremont - Capitol Corridor
- Stockton - San Joaquins (seulement 2 trains par jour au départ et à l'arrivée de Sacramento
- Pleasanton - WHEELS en shuttle (transfert gratuit depuis ACE)

## Matériel roulant
- 24 voitures Bombardier « BiLevel Coaches »
- 6 MPI F40PH-2C locomotives